# Longbranch
Longbranch az Amerikai Egyesült Államok északnyugati részén, Washington állam Pierce megyéjében elhelyezkedő statisztikai település. A 2010. évi népszámlálási adatok alapján 3784 lakosa van.
Longbranch postahivatala 1891 és 1964 között működött. A település nevét a New Jersey állambeli Long Branchről kapta.
1934-től komp közlekedett Steilacoom, valamint az Anderson- és a McNeil-szigetek felé.

## Fordítás
- Ez a szócikk részben vagy egészben  a   Longbranch, Washington című angol Wikipédia-szócikk ezen változatának fordításán alapul.  Az eredeti cikk szerkesztőit annak laptörténete sorolja fel. Ez a jelzés csupán a megfogalmazás eredetét és a szerzői jogokat jelzi, nem szolgál a cikkben szereplő információk forrásmegjelöléseként.